# Nagib Barrak
Nagib Barrak, Nadżib Barrak (arab. نجيب براك, Naǧīb Barrāk; ur. 1940 w Szlifie) – libański narciarz alpejski, uczestnik Zimowych Igrzysk Olimpijskich 1968.
Najlepszym wynikiem Barraka na zimowych igrzyskach olimpijskich jest 81. miejsce w gigancie podczas Zimowych Igrzysk Olimpijskich 1968 we francuskim Grenoble.
Barrak nigdy nie wystartował na mistrzostwach świata.
Barrak nigdy nie wystartował w zawodach Pucharu Świata.

## Osiągnięcia

### Zimowe igrzyska olimpijskie
| Igrzyska      | Konkurencja | Czas    | Wynik | Zwycięzca         |
| ------------- | ----------- | ------- | ----- | ----------------- |
| Grenoble 1968 | Gigant      | 4:38.90 | 81.   | Jean-Claude Killy |
| Grenoble 1968 | Slalom      | -       | DNQ   | Jean-Claude Killy |